# Edad de consentimiento sexual

Edad mínima de consentimiento sexual en el mundo.
Leyenda:
Pubertad
12 años
13 años
14 años
15 años
16 años
17 años
18 años
Obligatoriedad de estar casados

La edad del consentimiento sexual es aquella en la que legalmente se considera que una persona puede consentir en tener relaciones sexuales. En casi todos los países del mundo, la edad de consentimiento sexual está entre los 12 y los 18 años. El sexo realizado antes del límite de las leyes de consentimiento es generalmente ilegal, de acuerdo a la normativa de cada país.
Las personas que no han alcanzado la edad del consentimiento sexual, no pueden legalmente dar su consentimiento para la actividad sexual, y dicha actividad puede resultar en un proceso judicial por violación de menores u otra ley local equivalente.
La edad de consentimiento sexual no debe confundirse, aunque de hecho puede coincidir, con la edad de responsabilidad criminal o penal, la mayoría de edad, la edad para contraer matrimonio (nubilidad) o la edad de emancipación. En algunos países la edad de consentimiento puede diferir según se trate de actos heterosexuales u homosexuales.

## Consideraciones
En los países en que se permite el matrimonio antes de los 18 años, se debe contar con el permiso de padres o tutores para poder contraer matrimonio generalmente la edad para contraer matrimonio es igual o superior a la edad de consentimiento.
En la gran mayoría de países la mayoría de edad es a partir de los 18 años. En países como Cuba, Nicaragua, Ecuador, Brasil, Argentina, Chipre, Austria, Eslovenia, Indonesia los jóvenes pueden ejercer el derecho al voto a partir de los 16 años.
A lo largo de Latinoamérica y particularmente en las zonas más urbanizadas de Sudamérica, el término «edad de consentimiento» no es utilizado en la legislación. Tampoco suele importar la situación matrimonial. En Argentina, por ejemplo, se podría decir que la edad mínima de consentimiento es de 13 años, pero se extiende a 16 cuando el autor se aprovecha de una relación de poder o de la inmadurez de la víctima. En casos de trata de personas, ningún consentimiento es válido sin importar la edad, la prostitución por su parte (si es que es legal) generalmente requiere una edad mínima de 18 años sea esta o no la edad de consentimiento.

## Matrimonio
En algunos estados, cuando la edad mínima para el matrimonio está por debajo de la edad de consentimiento sexual, la primera tiene primacía sobre la segunda. En otras palabras, este predominio no existe. En algunos países, en especial en el mundo musulmán, no existe en absoluto la edad de consentimiento. Sin embargo, la condición de casado es un requisito legal para el sexo, por lo que los actos sexuales fuera del matrimonio son considerados ilegales.

## Pedofilia y pederastia
La pedofilia es un concepto médico psiquiátrico mientras que la pederastia es un concepto jurídico. 
De acuerdo al DSM IV y al CIE-10 se considera que la pedofilia es una parafilia o desviación sexual y la característica esencial de la misma supone actividad sexual con niños prepúberes (generalmente de 13 años de edad o menos). El individuo con este trastorno debe tener 16 años o más y ha de ser por lo menos 5 años mayor que el niño.

## Edad del consentimiento en los países hispanohablantes y latinoamericanos

### Argentina
La edad de consentimiento en Argentina es de 13 años, de acuerdo a los Artículo 2 y 3, del Código Penal de la Nación Argentina, «Delitos Contra la Integridad Sexual» de la Ley 25087 de 1999, el que sustituye al artículo 119 de la Ley 11179. La legislación penal sanciona a los mayores de edad que realicen actos sexuales con mayores de 13 y menores de 16, siempre y cuando se aprovechen de su «inmadurez sexual» o de la «relación de preeminencia» respecto a la víctima u otras «circunstancias equivalentes» cuando no existe crimen más severo que castigue los mismos hechos (artículo 3 de la ley 25087). Dichas normas están contenidas en la ley 25087 de 1999 sobre Delitos contra la integridad sexual.
Existe además la figura penal de corrupción (artículo 5 de la ley 25087), que pena a quienes de cualquier modo obren sobre la víctima, menor de 18 años, de modo que resulte una seria alteración del sentido y la dirección normal de la sexualidad de esta. Si menores de 13 años tienen relaciones sexuales entre sí, no es punible.

### Bolivia
La edad de consentimiento en Bolivia es de 14 años, de acuerdo al Artículo 308 bis, del Código Penal, «Violación de niño, niña, o adolescente» de la ley N.º 2033 de 29 de octubre de 1999 (Código Penal vigente), sanciona con mayor rigor (15 a 20 años) a «quien tuviera acceso carnal con persona de uno u otro sexo menor de catorce (14) años», «así no haya uso de la fuerza o intimidación y se alegue consentimiento». «Quedan exentas de esta sanción las relaciones consensuadas entre adolescentes mayores de doce (12) años, siempre que no exista diferencia de edad mayor de tres (3) años entre ambos y no se haya cometido violencia o intimidación».
Existe también el delito de estupro (Art. 309), que se aplica por acceso carnal, mediante seducción o engaño, con adolescentes entre 14 y 18 años.
La corrupción de menores (Art. 318) sanciona de uno (1) a cinco (5) años a aquellos que «corrumpen» a menores de 18 años, «mediante actos libidinosos o por cualquier otro medio».
El Código de Familia (Art. 44 y Art. 53) no permite el matrimonio si el hombre tiene menos de 16 años y si la mujer tiene menos de 14 años. Los menores de 18 años pueden contraer matrimonio con la aprobación de los padres; en caso de disputa, el juez decidirá.

### Brasil
En Brasil, desde 2009, la edad de «consentimiento» para actos sexuales continúa siendo de 14 años en adelante. Antes de esa edad, cualquier relación sexual es considerada estupro.
El 28 de marzo de 2005 el presidente Luiz Inácio Lula Da Silva sancionó la Ley 11.106 que altera el Código Penal de 1940 y excluye disposiciones que violaban la Constitución Federal de 1988; bajo esta ley fueron eliminados los delitos de adulterio, seducción de mujer virgen y rapto de mujer honesta.

### Chile
En Chile la edad de consentimiento es de 14 años (Código Penal de Chile, Art. 362). Existen limitaciones para los menores de 14 a 17 años.
Artículo 362: El que accediere carnalmente, por vía vaginal, anal o bucal, a una persona menor de catorce años, será castigado con presidio mayor en sus grados medio a máximo, aunque no concurra circunstancia alguna de las enumeradas en el artículo anterior.
El contacto sexual con personas de 14 a 17 años está limitado por la legislación sobre estupro (Art. 363), que define dicho contacto como ilegal bajo ciertas condiciones en las que el delincuente se está aprovechando:
- Cuando se aprovecha una anomalía o perturbación mental del niño, aunque sea transitoria.
- Cuando se aprovecha la relación de dependencia o subordinación del niño, como en los casos en que el agresor se encarga de la custodia, educación o cuidado del niño, o cuando existe una relación laboral con el niño.
- Cuando uno se aprovecha de niños gravemente descuidados.
- Cuando se engaña a la víctima abusando de su ignorancia o inexperiencia sexual.

Los actos sexuales regulados por los art. 361-363 y 365 bis se definen como acceso carnal, que significa coito oral, anal o vaginal. Otros artículos del código penal regulan otras interacciones sexuales. Art. 365 bis. regula la «introducción de objetos» ya sea en el ano, la vagina o la boca. Art. 366 bis, define «acto sexual» como cualquier acto relevante con significado sexual realizado por contacto físico con la víctima, o que afecte los genitales, ano o boca de la víctima, aun cuando no haya ocurrido contacto físico.
Art. 369 establece que los cargos relacionados con estos delitos (Art. 361–363) sólo pueden presentarse después de una denuncia del menor o de sus padres, tutor o representante legal. No obstante, si el ofendido no puede presentar la denuncia libremente y carece de representante legal, padre o tutor, o si el representante legal, padre o tutor está involucrado en el delito, el Ministerio Público puede proceder por su cuenta.
Otros artículos del código penal regulan diversas interacciones sexuales.
Historia
En 1810, la edad de consentimiento para la actividad del sexo opuesto era de 12 años. En 1999, la edad de consentimiento se fijó en 14 años para niños y niñas en relación con el sexo heterosexual. Los actos homosexuales fueron despenalizados en 1999, con una edad de consentimiento de 18 años. En 2011, el Tribunal Constitucional de Chile había confirmado que la edad de consentimiento es de 14 años para las relaciones heterosexuales (tanto para niños como para niñas) y lesbianas (mujer-niña), y de 18 años para relaciones homosexuales masculinas. El 16 de agosto de 2022 fue aprobado en su último trámite en el Congreso Nacional —mediante la Cámara de Diputadas y Diputados— el proyecto de ley que incluyó la derogación del artículo 365 del Código Penal, igualando la edad de consentimiento entre personas heterosexuales y homosexuales, la ley fue publicada en el diario oficial y entró en vigencia el 24 de agosto de 2022.

### Colombia
La edad de consentimiento sexual en Colombia es a los 14 años, de acuerdo a los artículos 9, 10, 11, 12, 208 y 209 de la ley 599 de 2000 (Código Penal vigente). El consentimiento sexual será válido siempre y cuando no conlleve violencia, prostitución, ni pornografía. La pareja del adolescente, no podrá tomar fotografías ni realizar vídeos íntimos donde aparezca el menor de 18 años (Artículo 218 de la ley 599 del 2000).
El código civil colombiano en los artículos 113 a 151 establece todas las disposiciones relativas al matrimonio. De acuerdo al artículo 116 los mayores de 18 años pueden contraer matrimonio libremente. Los artículos 117 y 140 establecen que los adolescentes entre 14 y 18 años pueden contraer matrimonio con el permiso expreso de sus padres.
En Colombia no existe actualmente ley de estupro; esta era una figura que existía en el Código Penal de 1980 (art 301 y 302 del Decreto 100 de 1980), siendo abolida por la ley 599 del 2000 (Código Penal Vigente). Artículo 125: El que promoviere o facilitare la corrupción de menores de dieciocho años, aunque mediare el consentimiento de la víctima será reprimido con reclusión o prisión de tres a diez años. La pena será de seis a quince años de reclusión o prisión cuando la víctima fuera menor de trece años.
La convención iberoamericana de derechos de los jóvenes establece en sus artículo 1 y 20 que los jóvenes mayores de 15 años tienen derecho a elegir libremente una pareja que sea igualmente mayor de 15 años.

### Costa Rica
La edad de consentimiento en Costa Rica es 18 años, con algunas excepciones de edades cercanas.
Según la ley 9406, se pena con cárcel de tres a 6 años a la persona que tenga relaciones sexuales con una persona que tenga más de 13 años pero menos de 15, solamente si el autor supera en 5 años o más la edad a la víctima. 
Por otro lado, si la persona tiene entre 15 y 17 años, se pena con cárcel de dos a tres años, siempre y cuando el autor supere en 7 años o más la edad a la víctima.
Toda relación sexual con menores de 13 años es considerada violación.

### Cuba
La edad de consentimiento es a partir de los 12 años desde 2022, de acuerdo con el artículo 400 del nuevo Código Penal de Cuba. Se encuentra penalizada la pornografía y prostitución de menores de 18 años. No existen excepciones de edades cercanas.

### Ecuador
La edad de consentimiento en Ecuador es de 14 años, tanto para los actos heterosexuales como homosexuales, según se define en el Código Penal Ecuatoriano, Artículo 512, ítem 1, para el crimen de violación de menores y también según el artículo 506 para el crimen de atentado contra el pudor sin violencia o amenaza. El Código Orgánico Integral Penal, Artículo 170 y 171 también respalda que la edad de consentimiento es de 14 años solo cuando no existe engaño.
Existe una cláusula sobre la corrupción de menores (artículos 509 y 510 del código penal) para el delito de estupro que se aplica específicamente cuando el consentimiento a las relaciones sexuales con mujeres adolescentes de entre 14 y 18 años se obtiene por medio del engaño. 
El código de la niñez y adolescencia de 2003 en su artículo 68 amplió la definición de abuso sexual de menores para incorporar cualquier contacto físico o sugerencia de naturaleza sexual obtenida mediante chantaje, acoso, engaño, amenaza o medidas similares.
Artículo 167 Código orgánico integral penal.- Estupro.- La persona mayor de dieciocho años que recurriendo al engaño tenga relaciones sexuales con otra, mayor de catorce y menor de dieciocho años, será sancionada con pena privativa de libertad de uno a tres años.
Hasta diciembre de 2021, había una cláusula contradictoria en el Código Orgánico Integral Penal de Ecuador en su artículo 175, numeral quinto, que invalidaba el consentimiento en cualquier acto sexual en el que participara un menor de 18 años; debido a esta ambigüedad legal, existían condenas pese a no haber pruebas de falta de consentimiento o incluso aunque existiese la manifestación de consentimiento del o la adolescente en el juicio. La Corte Constitucional del Ecuador falló el 15 de diciembre de 2021 que tal cláusula era inconstitucional y la misma fue eliminada del Código Orgánico Integral Penal vigente, reconociendo que el consentimiento de los menores de edad era válido en los casos de las personas mayores de catorce años que se encuentren en capacidad de consentir en una relación sexual.

### España
La edad de consentimiento en España es 16 años según el código penal español.

... la realización de actos de carácter sexual (no solo sexo sino también conversaciones/imágenes sexual) con menores de dieciséis años será considerada, en todo caso, como un hecho delictivo, salvo que se trate de relaciones consentidas con una persona próxima al menor por edad y grado de desarrollo o madurez. ... En el caso de los menores de edad –de menos de dieciocho años– pero mayores de dieciséis años, constituirá abuso sexual la realización de actos sexuales interviniendo engaño o abusando
de una posición reconocida de confianza, autoridad o influencia sobre la víctima.

De acuerdo al Artículo 183, del Código Penal y legislación complementaria, actualizada el 30 de septiembre de 2020 (Código Penal vigente), castigan de dos a seis años en prisión a «el que realizare actos de carácter sexual con un menor de dieciséis años, será castigado como responsable de abuso sexual a un menor».
España ha elevado en dos ocasiones la edad de consentimiento sexual: La primera, en 1995, con la reforma del código penal llevada a cabo por el gobierno socialista de Felipe González, se elevó la edad de consentimiento de 12 a 13 años. La segunda, en 2015, cuando el gobierno conservador de Mariano Rajoy decidió aumentar la edad de consentimiento de los 13 a los actuales 16 años, en contra de las opiniones de otros grupos parlamentarios (como el PSOE, que proponía establecerla en 14 años, o el PNV que abogaba por establecerla en 15 años).

### El Salvador
En El Salvador la edad de consentimiento es a partir de los 15 años, presentándose algunas restricciones en el rango de edad entre los 15 y 18 años, ya que cuando se presenta engaño o la persona mayor de edad tiene posición de autoridad sobre la víctima (docente, líder religioso, etc.) el consentimiento podría estar viciado y por ende tipificarse el delito de estupro.

### Guatemala
En Guatemala la edad de consentimiento es a partir de los 14 años. En el año 2015 se eleva la edad para contraer matrimonio de 14 a 18 años; es decir, que los menores de 18 años no pueden contraer matrimonio; adicionalmente se eleva a 16 años la edad para que un juez autorice el matrimonio bajo circunstancias especiales, es decir que eventualmente las personas que hayan cumplido 16 años pueden contraer matrimonio obteniendo el permiso de un juez.
A finales de agosto de 2017 el Congreso de la República aprobó unas reformas al Código Civil por la cual la edad para contraer matrimonio se elevó a 18 años. A septiembre de 2017 dicha reforma está pendiente de publicación en el Diario Oficial.
En el año 2009 se promulgó la ley contra la violencia sexual, explotación y trata de personas, la cual endureció las penas en caso de delitos sexuales.

### Haití
La edad de consentimiento es a partir de los 18 años.

### Honduras
La edad de consentimiento es a partir de los 14 años.
Se considera delito de estupro cuando se tienen relaciones sexuales con una mujer de entre 14 y 18 años de edad haciendo uso de la confianza, jerarquía o autoridad.
Se presentan algunas restricciones en el rango de edad entre los 15 y 18 años, ya que cuando se presenta engaño o la persona mayor de edad tiene posición de autoridad sobre la víctima (docente, líder religioso, etc.) el consentimiento podría estar viciado y por ende tipificarse el delito de estupro.

### México

Edad mínima de consentimiento sexual en México.
Leyenda:
Pubertad
12 años
13 años
14 años
15 años
16 años
18 años

Para dar cumplimiento a las obligaciones vinculantes en el ámbito internacional, México reformó en junio de 2012 el Código Penal Federal, aumentando la edad de consentimiento sexual hasta los 15 años.
México es una república federal donde las leyes penales son competencia de los estados. Las leyes de abuso sexual, corrupción de menores, violación equiparada y estupro varían en cada entidad federativa y las edades en las que se consideran tales delitos están especificadas en los respectivos códigos penales o sus equivalentes.
Aunque la mayor parte de los códigos penales se han modernizado y ya no se hace referencia al género, a la virginidad o a la seducción, aún persiste en Sinaloa la definición de estupro como cópula con mujer casta y honesta por medio de la seducción y el engaño.
Las edades que son menores a la edad requerida para el consentimiento de cada estado son siempre ilegales y procesadas incluso si hubo consentimiento y no hubo violencia. La edad en la que no existen restricciones es a partir de los 18 años. Algunos estados tienen exenciones de edad cercanas, como el Estado de México tiene una exención con personas de 13 años o mayor que pueden consentir si no hay una diferencia de edad mayor a cinco años entre ellos (Artículo 273 cuarto párrafo), y 15 es la edad en la que no existe restricciones de edad cercanas (Artículo 271) para dicho estado.
Las edades de consentimiento que se enumeran a continuación son las edades mínimas que un menor puede consentir con otros menores y adultos, no tienen restricciones ni exenciones de edad cercanas, ni necesidad de requisitos de edad cercana.
- Edad de consentimiento a los 18 años: Campeche,[65] Jalisco (15 si se desmiente o refuta la seducción)[66][67]
- Edad de consentimiento a los 16 años: Sinaloa (casta y honesta)[62]
- Edad de consentimiento a los 15 años: Ley Federal,[68] Aguascalientes,[69] Coahuila,[70][71][72] Estado de México[73][74] Hidalgo,[75][76] Yucatán[77][n. 2], Tamaulipas,[79] Zacatecas[80]
- Edad de consentimiento a los 14 años: Baja California,[81][82] Chiapas,[83][84] Chihuahua,[85][86] Colima,[87][88] Durango,[89] Guanajuato,[90][91] Puebla,[92][93] Querétaro,[94] Quintana Roo,[95] San Luis Potosí,[96] Tabasco,[97] Tlaxcala,[98] Veracruz[99][100]
- Edad de consentimiento a los 13 años: Nuevo León[101][102]
- Edad de consentimiento a los 12 años: Baja California Sur,[103][104]Ciudad de México,[105][106][107]Guerrero,[108]Michoacán,[109] Morelos,[110] Nayarit (Pubertad),[111] Oaxaca,[112] Sonora[113]

### Nicaragua
En Nicaragua la edad de consentimiento es a partir de los 16 años; el artículo 168 penaliza cualquier contacto sexual con un menor de 14 años y el artículo 170 sanciona las relaciones sexuales entre un adulto o una persona que estando casado o en unión de hecho sostenga relaciones con una persona de 14 o 15 años.

### Panamá
En Panamá la edad de consentimiento es a partir de los 14 años, de acuerdo al Artículo 175 del Código Penal de la República de Panamá, «aun cuando no medie violencia o intimidación, serán sancionadas con prisión de diez a quince años si el hecho se ejecuta con persona que tenga menos de catorce años de edad».
De acuerdo al Artículo 174, «Si el hecho se cometiera con abuso de autoridad o de confianza, la pena será de ocho a doce años de prisión».
Existe también el delito de acceso sexual en condición de ventaja que castiga con penas de cuatro a seis años a quien se valga de una condición de ventaja, para lograr acceso sexual con una persona de entre 14 y 18 años. Artículo 176.

### Paraguay
La edad de consentimiento en Paraguay es de 14 años en el caso de relaciones heterosexuales, para relaciones homosexuales es de 17 años tanto entre hombres como entre mujeres (art 138).
El artículo 135 del código penal paraguayo modificado por la Ley 3440/2008 que cubre el abuso sexual de menores define niño, a efectos de este artículo, como cualquier persona menor de 14 años (ver la cláusula octava). Los actos sexuales con una persona menor de 14 años se castigan con 4 a 15 años años de prisión más el pago de multas; en los casos que implique coito y la víctima sea menor de 10 años, la pena será 15 a 20 años y en los casos considerados más graves la pena será de hasta 30 años de prisión.  
En Paraguay, la figura del estupro se comete cuando un hombre realiza el coito con una mujer de 14 a 16 años por medio de la persuasión y se castiga con multa. La legislación utiliza la frase coito extramarital ya que tanto la mujer como el varón pueden casarse a partir de los 16 años, si el hombre también es menor de edad, se prescinde de la pena. El artículo 137 del código penal dice: «(1) El hombre que persuade a una mujer de entre 14 y 16 años a realizar el coito extramarital (relaciones sexuales) será castigado con una multa; (2) Cuando el demandado es menor de 18 años, puede desestimarse la pena».
El artículo 138 castiga con una pena de hasta 2 años o multa a la persona mayor de edad que realizara actos sexuales con una persona de su mismo sexo de 14 a 16 años por lo que la edad de consentimiento para relaciones homosexuales es de 17 años.
La producción de pornografía que involucre a cualquier menor de 18 años es ilegal (artículo 140).

### Perú
Legalmente, la edad mínima de consentimiento sexual en Perú es a partir de los 14 años.
Es ilegal que una persona de 18 años o más sostenga relaciones sexuales con un menor de 14, incluso contando con su voluntad. Si un adulto (18 años cumplidos) lo cometiera, es considerado como delito de violación sexual y necesariamente tendría que cumplir con su condena en un centro penitenciario, en donde sería reprimido con pena de cadena perpetua, según la ley N° 30838 del 2018.Mientras que un menor que cumplirá 18 años, terminaría siendo internado en un centro de menores como autor del mencionado delito. 
Históricamente entró en discusión la despenalización de las relaciones sexuales consentidas entre adolescentes mayores de 14 años en 1999. En ese año, la edad subió a 16 años. En su momento, la Defensoría del Pueblo ha cuestionado la inconsistencia de no iniciar automáticamente acciones judiciales en casos donde no se ha interpuesto denuncia por parte de la víctima.
En 2007 se reformó la legislación para establecer la edad de consentimiento en 14 años. Esta reforma generó cierta controversia debido a la ambigüedad que surgió en la regulación de algunos casos que, previamente, se consideraban ilícitos. En el año 2010 se planteó simplificar el consentimiento mutuo sexual entre personas de 14 a 18 años, estableciendo una diferenciación para casos de relaciones entre adolescentes sin embarazo.
En 2012 se volvió a aprobar la flexibilización del consentimiento entre adultos y adolescentes mayores de 14 años. Además, se modificó el artículo 42 Código Civil, lo que permitía el matrimonio. Finalmente, en 2023 se eliminó el concepto del matrimonio infantil.

### Puerto Rico
La edad de consentimiento en Puerto Rico es de 16 años. Sin embargo, las personas desde los 14 años de edad pueden consentir en tener relaciones sexuales con una pareja de 18 años o menos. Someterse a la coerción, especialmente de una naturaleza agravada, no es consentimiento.

### República Dominicana
La edad de consentimiento es a partir de los 18 años, de acuerdo al Artículo 133 inciso 2, del Código Penal donde «niño, niña o adolescente» se considera a toda persona desde su nacimiento hasta alcanzar la mayoría de edad (18) de acuerdo al Ley N.º 136. Código para la Protección de los Derechos de los Niños, Niñas y Adolescentes, en el Título I Principio II Definición De Niño, Niña y Adolescente. «Regula el papel y la relación del Estado, la sociedad, las familias y los individuos, con los sujetos desde su nacimiento hasta cumplir los 18 años de edad», de acuerdo a Ley N.º 136. de la República Dominicana.

### Uruguay
La edad mínima de consentimiento en Uruguay es de 15 años. De acuerdo a los artículos 272 y 272-BIS, «La violencia se presume cuando la conjunción carnal se efectúa con persona del mismo o diferente sexo, menor de quince años», se castiga con tres a dieciséis años en prisión. Quedan exentas de esta sanción las relaciones consensuadas entre personas mayores de 13 años, siempre que no exista diferencia de edad mayor de ocho años entre ambos y no se haya cometido violencia o intimidación, de acuerdo a los artículos mencionados anteriormente.
Se configura el delito de estupro cuando, mediante promesa de matrimonio, se efectúe la conjunción con una mujer doncella menor de veinte años, pero mayor de quince. Mismo delito se configura cuando, mediante simulación de matrimonio, se efectuaren dichos actos con una mujer doncella mayor de veinte años.

### Venezuela
La edad de consentimiento en Venezuela es a partir de los 16 años, de acuerdo al Artículo 374 y Artículo 378, del Código Penal, «De la violación, de la seducción, de la prostitución o corrupción de menores y de los ultrajes al pudor». Si el delito de violación «se ha cometido contra una niña, niño o adolescente, la pena será de quince años a veinte años de prisión», considerando que la Ley Orgánica para la Protección de Niños, Niñas y Adolescentes, en su artículo 2, identifica como niña o niño, a toda persona menor de 12 años edad, y como a adolescente de 12 y menos de 18, y que concurrentemente el artículo 259 de la misma ley. Si bien la Ley Orgánica establece que un niño, niña y adolescente tiene entre 12 y 18 años, el inciso 1 del artículo 374 del Código Penal especifica en todo caso si el niño o niña es menor de 13 años, se aplica la misma pena aunque no haya habido violencia ni amenazas, o también cuando «no haya cumplido dieciséis años, siempre que para la ejecución del delito, el responsable se haya prevalido de una relación de superioridad o parentesco».
De acuerdo al Artiulo 378, «El que tuviere acto carnal con persona mayor de doce y menor de dieciséis años, o ejecutare en ella actos lascivos, sin ser su ascendiente, tutor ni institutor y aunque no medie ninguna de las circunstancias previstas en el artículo 374, será castigado con prisión de seis a dieciocho meses», duplicándose «si el autor del delito es el primero que corrompe a la persona agraviada».
Por otra parte, el sexo consensual con una mujer virgen entre 16 y 21 años solamente puede ser castigado si la mujer virgen u honesta fue seducida bajo una falsa promesa de matrimonio, es decir si el hombre le propone matrimonio a una mujer virgen para que esta acceda a sostener relaciones sexuales con él y luego el hombre incumple la promesa de matrimonio; E igualmente se castiga la corrupción de menores, es decir, cuando una responsable penalmente corrompe o vicia a un niño, niña o adolescente, para que cometa actos sexuales con ella u otros, utilizando cualquier medio para ello.

## Edad del consentimiento sexual en Europa

Edades de consentimiento sexual generales en Europa.
Leyenda:
14 años
15 años
16 años
17 años
18 años

Aunque varían las diferentes legislaciones de Europa, suelen existir puntos en común: como que no puede realizarse filmación explícita de actos sexuales con menores (pornografía), que no debe existir perjuicio en la integridad física o moral, ni la relación ser resultado de coacción, de amenazas, de violencia, mediando dinero o por ausencia de consciencia del menor (por estar bajo los efectos de alcohol, drogas u otros supuestos incapacitantes, cuya venta es igualmente prohibida a menores). Igualmente se entienden por menores de edad en algunos países, a las personas que aun teniendo 18 años o más, no tengan concedida su libre disposición de sí mismos (normalmente por problemas mentales).

### Vaticano
La Ciudad del Vaticano no tiene código civil ni penal propio, sino que adopta el del estado italiano, a no ser los artículos que entren en contradicción con el código canónico (el de la iglesia). La edad de consentimiento sexual en Italia es de 14 años (legislación vigente desde 1997). Desde el Tratado de Letrán en 1929 hasta el año 2009, los cambios en las leyes italianas se asimilaban automáticamente. Ahora son examinadas una por una antes de ser adoptadas.
En el Vaticano no existe edad de consentimiento sexual sino que hay una legislación o una norma referente a la edad marital, la cual es la edad mínima para contraer matrimonio. El Código de Derecho Canónico fija la edad a la que se puede contraer matrimonio. En atención a una larga tradición de derecho canónico, el actual sitúa la edad válida en los 14 años para la mujer y en los 16 para el varón. De esa manera, quedan amparados muchos pueblos en los que, por tradición cultural, los matrimonios se producen de manera temprana.

### 14 años
- Albania

Fuera de la UE; 3 002 859 hab.
La mujer, aun siendo mayor de 14 años, debe ser sexualmente madura.
- Alemania

Miembro de la UE; 81 305 856 hab.
La edad de consentieminto sexual es 14 años
La corrupción de menores hasta los 16 años es punible.
- Andorra[155]
- Austria

Miembro de la UE; 8 219 743 hab.
El menor debe ser mentalmente consciente de lo que significa el acto sexual.
- Bosnia y Herzegovina

Fuera de la UE; 3 879 296 hab.
La corrupción de menores hasta los 18 años es punible.
- Bulgaria

Miembro de la UE; 7 037 935 hab.
El menor debe ser mentalmente consciente de lo que significa el acto sexual.
- Estonia

Miembro de la UE; 1 274 709 hab.
- Hungría

Miembro de la UE; 9 958 453 hab.
15 años si la pareja es mayor de 19 años.
- Italia

Miembro de la UE; 61 261 254 hab.
13 años si la pareja es menor de 18 años. Son ilegales las relaciones sexuales de menores de 14 años con sus propios padres, educadores o jefes, incluso consentidas.
- Liechtenstein

Fuera de la UE; 36 713 hab.
Hasta los 16 años, punibles si hay posición dominante ventajosa de la pareja.
- Macedonia del Norte

Fuera de la UE; 2 082 370 hab.
La corrupción de menores hasta los 18 años es punible. Son ilegales las relaciones sexuales de menores de 18 años con sus propios educadores, incluso consentidas. La convivencia extramatrimonial de un mayor con un menor de 16 años es ilegal.
- Montenegro

Fuera de la UE; 657 394 hab.
La corrupción de menores hasta los 18 años es punible. Son ilegales las relaciones sexuales de menores de 18 años con sus propios educadores, incluso consentidas. La convivencia extramatrimonial de un mayor con un menor de 18 años es ilegal.
- Portugal

Miembro de la UE; 10 781 459 hab.
Hasta los 16 años, punibles si hay posición dominante ventajosa de la pareja.
- San Marino

Fuera de la UE; 32 140 hab.
- Serbia

Fuera de la UE (1 de julio de 2013); 7 276 604 hab.
Son ilegales las relaciones sexuales de menores de 18 años con sus propios educadores, incluso consentidas. La convivencia extramatrimonial de un mayor con un menor de 18 años es ilegal.

### 15 años
- Croacia

Miembro de la UE; 4 480 043 hab.
- Francia

Miembro de la UE; 65 630 692 hab.
La corrupción de menores hasta los 18 años es punible. Son ilegales las relaciones sexuales de menores de 18 años con sus propios educadores, incluso consentidas.
- Polonia

Miembro de la UE; 38 415 284 hab.
- Rumanía

Miembro de la UE; 21 848 504 hab.
Hasta los 18 años, punibles si hay posición dominante ventajosa de la pareja. Las relaciones sexuales entre un menor de 18 años y sus educadores o jefes son ilegales, incluso consentidas.
- Grecia

Miembro de la UE; 10 767 827 hab.
17 años para relaciones homosexuales entre hombres. Las relaciones sexuales entre un menor de 18 años y sus educadores o jefes son ilegales, incluso consentidas.
- República Checa

Miembro de la UE; 10 177 300 hab.
- Suecia

Miembro de la UE; 9 103 788 hab.
Hasta los 18 años, punibles si hay posición dominante ventajosa de la pareja. El incesto entre padres e hijos es ilegal indistintamente de la edad.
- Dinamarca

Miembro de la UE; 5 543 453 hab.
Son ilegales las relaciones sexuales de menores de 18 años con sus propios padres y educadores, incluso consentidas.
- Eslovaquia

Miembro de la UE; 5 483 088 hab.
- Eslovenia

Miembro de la UE; 1 996 617 hab.
- Islandia

Fuera de la UE; 313 183 hab.
- Mónaco

Fuera de la UE; 30 510 hab.

### 16 años
- Armenia[179]
- Azerbaiyán[180]
- Bélgica[181]

- Bielorrusia[179]
- España

Hasta los 16 años son punibles, existiendo una exención si hay una madurez similar (por ejemplo, si una parte tiene 18 y la otra 15). A los 16 años el consentimiento es completo. La corrupción de menores hasta los 18 años es punible.
- Finlandia

Son ilegales las relaciones sexuales de menores de 18 años con sus propios educadores, incluso consentidas.
- Georgia[184]
- Kazajistán[185]
- Letonia

La corrupción de menores hasta los 18 años es punible.
- Lituania

Son ilegales las relaciones sexuales de menores de 18 años con sus propios padres y educadores, incluso consentidas.
- Luxemburgo[188]
- Moldavia[179]
- Países Bajos[189][190]
- Noruega[191]
- Reino Unido[192]
- Rusia[193]
- Suiza[194]
- Ucrania[179]

### 17 años
- Chipre[195]

- Irlanda[196]

### 18 años
- Malta[197]
- Turquía:[198] está en curso una propuesta para instaurar la edad de consentimiento sexual a los 15 años; considerando que la Corte constitucional turca se pronunció a favor de retirar una disposición penal que caracterizaba cualquier acto sexual con menores de entre 15 y 18 años como «abuso sexual».

## Edad del consentimiento en otras regiones y culturas

### Australia
La ley Federal establece la edad de consentimiento sexual a los 16 años, pero puede variar según el estado.
- Australia del Sur

La edad de consentimiento es a los 17 años.
- Tasmania

La edad de consentimiento es a los 17 años.

### Canadá
El 1 de mayo de 2008, en Canadá se aumentó la edad de consentimiento legal de 14 a 16 años, siendo esta la primera vez que se altera desde 1892. Sin embargo, las nuevas leyes, que son parte de una iniciativa llamada «Ley para hacer frente al crimen con violencia» sí incluyen una excepción de diferencia de edad, mediante la cual personas de 14 y 15 años de edad pueden tener relaciones sexuales legalmente con personas que sean menos de cinco años mayores que ellas.
Sin embargo, la edad de consentimiento es de 18 años cuando se trata de la prostitución, la pornografía o se produce en una relación de autoridad, de confianza o dependencia (por ejemplo, con un maestro, entrenador o niñera).
También hay una excepción «cerca-en-edad» para los menores de 12 y 13 años: un menor de 12 o 13 años de edad puede consentir la actividad sexual con otra persona joven que está a menos de dos años mayor y con los que no existe una relación de confianza, autoridad o dependencia u otra explotación de la persona joven.

### Belice
La edad de consentimiento es a partir de los 16 años.

### Estados Unidos
Cada estado tiene su propia edad de consentimiento, las edades de consentimiento varían entre 16 años, que es la edad legal en que una joven se puede casar en New Hampshire y 18 años.
- Edad de consentimiento a los 16 años (30 estados): Alabama, Alaska, Arkansas, Connecticut, Washington D. C (Distrito de Columbia), Georgia, Hawái, Indiana, Iowa, Kansas, Kentucky, Maine, Maryland, Massachusetts, Míchigan, Minnesota, Misisipi, Montana, Nevada, Nuevo Hampshire, Nueva Jersey, Carolina del Norte, Ohio, Oklahoma, Rhode Island, Carolina del Sur, Dakota del Sur, Vermont, Washington, Virginia Occidental.

- Edad de consentimiento a los 17 años (9 estados): Colorado, Illinois, Luisiana, Misuri, Nebraska, Nuevo México, Nueva York, Texas, Wyoming

- Edad de consentimiento a los 18 años (12 estados): Arizona, California, Delaware, Florida, Idaho, Dakota del Norte, Oregón, Tennessee, Utah, Virginia, Wisconsin, Pensilvania.

### República Popular China
La edad del consentimiento en República Popular China es 14 años.

### Nueva Zelanda
La edad del consentimiento es 16 años.

### India
La edad de consentimiento en la India es de 18 conforme a la Criminal Law (Amendment) Act 2013.

### Países islámicos
En muchos países islámicos toda actividad sexual fuera del matrimonio es ilegal. Entre esos países figuran Afganistán, Arabia Saudita, Catar, Emiratos Árabes Unidos, la Franja de Gaza, Irán, Kuwait, Libia, Maldivas, Omán, Pakistán, Sudán y Yemen.